# Lettische Eishockeyliga 1997/98
Die Saison 1997/98 war die siebte Spielzeit der lettischen Eishockeyliga, der höchsten lettischen Eishockeyspielklasse. Meister wurde zum insgesamt zweiten Mal in der Vereinsgeschichte der HK Nik’s Brih Riga.

## Modus
In der Hauptrunde absolvierten die fünf Mannschaften jeweils 16 Spiele. Meister wurde der Erstplatzierte der Hauptrunde. Für einen Sieg erhielt jede Mannschaft zwei Punkte, bei einem Unentschieden gab es einen Punkt und bei einer Niederlage null Punkte.

## Hauptrunde

### Tabelle
|    | Klub               | Sp | S  | U | N  | Tore    | Punkte |
| -- | ------------------ | -- | -- | - | -- | ------- | ------ |
| 1. | HK Nik’s Brih Riga | 16 | 14 | 0 | 2  | 153:057 | 28     |
| 2. | HK Lido Nafta Riga | 16 | 11 | 0 | 5  | 102:068 | 22     |
| 3. | HK Laterna Riga    | 16 | 9  | 0 | 7  | 083:068 | 18     |
| 4. | Dinamo 81 Riga     | 16 | 4  | 0 | 12 | 073:123 | 8      |
| 5. | Vital Riga         | 16 | 2  | 0 | 14 | 055:150 | 4      |

Sp = Spiele, S = Siege, U = unentschieden, N = Niederlagen, OTS = Overtime-Siege, OTN = Overtime-Niederlage, SOS = Penalty-Siege, SON = Penalty-Niederlage